# جوب (لاعب كرة قدم)
جوب (بالبرتغالية: Ricardo Job Estêvão‏) هو لاعب كرة قدم أنغولي في مركز الوسط، ولد في 22 أغسطس 1987 في لواندا في أنغولا. شارك مع منتخب أنغولا لكرة القدم. أما مع النوادي، فقد لعب مع أتلتيكو سبورت أفياتسو وبترو إتليتيكو.

## وصلات خارجية
- جوب على موقع الاتحاد الدولي (مؤرشف)  (الإنجليزية)
- جوب على موقع قاعدة بيانات كرة القدم.إي يو (الإنجليزية)
- جوب على موقع ناشيونال فوتبول تيمز (الإنجليزية)